# Comuna Buzescu, Teleorman
Buzescu este o comună în județul Teleorman, Muntenia, România, formată numai din satul de reședință cu același nume.

## Istorie
La sfârșitul secolului al XIX-lea, comuna făcea parte din plasa Târgului a județului Teleorman și era format numai din satul Buzescu, având o populație de 1554 de locuitori. În comună exista o școală și o biserică.
Anuarul Socec din 1925 consemnează comuna în plasa Alexandria a aceluiași județ, cu aceiași componență și cu o populație de 2290 de locuitori.
În anul 1950, comuna a trecut în administrația raionului Alexandria al regiunii Teleorman, raion care, doi ani mai târziu, a fost inclus în regiunea București.
În anul 1968, comuna a trecut la județul Teleorman având actuala structură.

## Demografie
Componența etnică a comunei Buzescu
     Români (71,49%)
     Romi (16,29%)
     Alte etnii (0,05%)
     Necunoscută (12,17%)
Componența confesională a comunei Buzescu
     Ortodocși (83,79%)
     Adventiști (3,4%)
     Alte religii (0,51%)
     Necunoscută (12,3%)
Conform recensământului efectuat în 2021, populația comunei Buzescu se ridică la 3.707 locuitori, în scădere față de recensământul anterior din 2011, când fuseseră înregistrați 3.922 de locuitori. Majoritatea locuitorilor sunt români (71,49%), cu o minoritate de romi (16,29%), iar pentru 12,17% nu se cunoaște apartenența etnică. Din punct de vedere confesional, majoritatea locuitorilor sunt ortodocși (83,79%), cu o minoritate de adventiști (3,4%), iar pentru 12,3% nu se cunoaște apartenența confesională.

## Politică și administrație
Comuna Buzescu este administrată de un primar și un consiliu local compus din 13 consilieri. Primarul, Valentin Trăistaru[*], de la Partidul Social Democrat, este în funcție din 2000. Începând cu alegerile locale din 2024, consiliul local are următoarea componență pe partide politice:
|  | Partid                          | Consilieri | Componența Consiliului | Componența Consiliului | Componența Consiliului | Componența Consiliului | Componența Consiliului | Componența Consiliului | Componența Consiliului | Componența Consiliului | Componența Consiliului |
|  | ------------------------------- | ---------- | ---------------------- | ---------------------- | ---------------------- | ---------------------- | ---------------------- | ---------------------- | ---------------------- | ---------------------- | ---------------------- |
|  | Partidul Social Democrat        | 9          |                        |                        |                        |                        |                        |                        |                        |                        |                        |
|  | Partidul Național Liberal       | 3          |                        |                        |                        |                        |                        |                        |                        |                        |                        |
|  | Alianța pentru Unirea Românilor | 1          |                        |                        |                        |                        |                        |                        |                        |                        |                        |

## Monumente istorice
Trei monumente istorice se găsesc în comuna Buzescu, printre care: Biserica "Sfinții Arhangheli Mihail și Gavril", situată în centrul localității care datează din anul 1860, dar și ruinele vechii școli din Buzescu, primăria și halta C.F.R. Buzescu care datează de la sfârșitul secolului al XIX-lea.